# Mandrup Pedersen Schønnebøl
Mandrup Pedersen Schønnebøl, född 1603, död 1682, var en norsk ämbetsman. Han är känd i historien för sitt motstånd mot häxprocesserna. Han var lagmann i Hålogaland 1647-1682 och ingrep flera gånger med framgång mot häxprocesser. 